# Zelenka (Orlické Záhoří)
Osada Zelenka (německy Grünborn) je základní sídelní jednotka obce Orlické Záhoří v okrese Rychnov nad Kněžnou v České republice. Leží na pravém břehu horního toku řeky Divoká Orlice, která zde tvoří státní hranici s Polskem. Obcí prochází silnice II. třídy č. 311, která začíná v Bartošovicích v Orlických horách a vede po břehu Divoké Orlice severozápadním směrem do Deštného v Orlických horách.

## Geografie
Zelenka leží mezi hlavním hřebenem Orlických hor a Bystřickými horami na pravém břehu řeky Divoké Orlice. Sousedními osadami jsou Jadrná a Kunštát na jihovýchodě a Bedřichovka a Trčkov na severozápadě. Za státní hranici leží obce Lasówka na severu a Piaskowice na jihovýchodě.

## Historie
Osada Zelenka byla založena v roce 1613 Benjaminem z Vlkánova na Solnici nad osadou Jadrná. Patřila do Hradedckého kraje a byla přifařena nejprve ke kostelu v obci Nebeská Rybná a od roku 1700 ke kostelu v osadě Kunštát. Byla osídlena chalupníky, kteří zde našli práci jako lesní dělníci a ve sklárnách.
Od roku 1750 patřila pod okresní hejtmanství v Žamberku. Před rokem 1918 navštěvovaly děti ze Zelenky trojtřídní školu ve Friedrichswaldu, která byla po vzniku Československa v roce 1919 rozšířena o českou menšinovou školu. V důsledku Mnichovské dohody byla Zelenka v roce 1938 připojena k Německé říši a do roku 1945 patřila k zemskému okresu Grulich. Po druhé světové válce byli němečtí obyvatelé odsunuti a Zelenka zůstala z velké části neobydlená a většina domů zanikla. V roce 1960 byla Zelenka připojena k nově vzniklé obci Orlické Záhoří.
Zelenka leží na katastrálním území Jadrná.